# Кутіяттам
Кутіяттам (малаял. കൂടിയാട്ടം; IAST: kūṭiyāṭṭtam; літ. комбінований акт) — традиційний вид виконавського мистецтва у штаті Керала, Індія. Це поєднання стародавнього санскритського театру з елементами Куту, стародавнього сценічного мистецтва епохи Сангам. Він офіційно визнаний ЮНЕСКО шедевром усної та нематеріальної спадщини людства.

## Походження

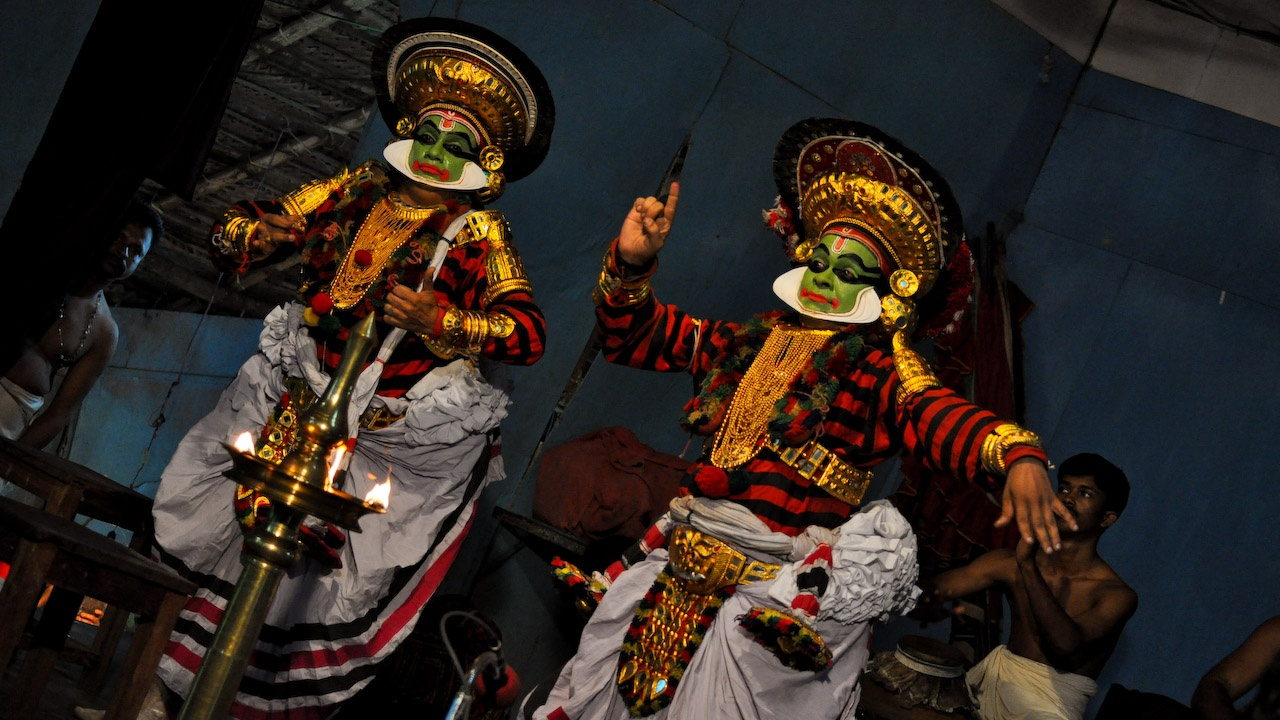
Кутіяттам

Кутіяттам, що на малаялам означає «комбінована акторська гра», поєднує санскритську театральну виставу з елементами куту. Його традиційно виконують у храмових театрах, відомих як кутамбалами. Це єдиний збережений вид мистецтва, який використовує драму стародавнього санскритського театру. Його задокументована тисячолітня історія в Кералі, але його походження невідоме. Кутіяттам і Чакіяр Котху були одними з театралізованих танцювальних богослужінь у храмах стародавньої Індії, зокрема Керали. Як Кутіяттам, так і Чакіяр Котху походять від стародавньої форми мистецтва кутху, яка кілька разів згадується в літературі Сангам та в епіграфах наступних періодів Паллава, Пандіян, Чера та Чола. Написи, пов'язані з куту, можна побачити в храмах у Тханджавурі, Тірувідаймарутурі, Ведараньямі, Тіруварурі та Омампуліюрі. Їх розглядали як невід'ємну частину богослужінь, поряд із співом гімнів Теварам і Прабандам.
Серед авторів творів для цих служб значаться стародавні царі. Є докази цього на стародавньому субконтиненті в періоди Чола та Паллава. Царю Паллави на ім'я Раджасімха приписують авторство п'єси «Кайласодгаранам» тамільською мовою, у якій розповідається про те, як Равана стає підвладним гніву Шиви і його нещадно підкоряють за це.
Вважається, що Куласекхара Варма, середньовічний король династії Чера Перумал, реформував Кутіяттам, запровадивши місцеву мову для Відусаки та структурувавши подання п'єси на чітко визначені одиниці. Він сам написав дві п'єси, «Субгадрадгананджаям» і «Тапатісамварана», і за допомогою друга-брахмана (Тожан) організував їхній показ на сцені. Ці п'єси ставлять досі. Крім них, традиційно представлені п'єси включають Аскар'якудамані з Шактібгадрі, Кальянасаугандгіка з Нілакантхи, Бгагавададжука з Бодгаяни, Нагананда з Харси та багато п'єс, приписуваних Бхасі, включаючи Абгішеку та Пратіму.

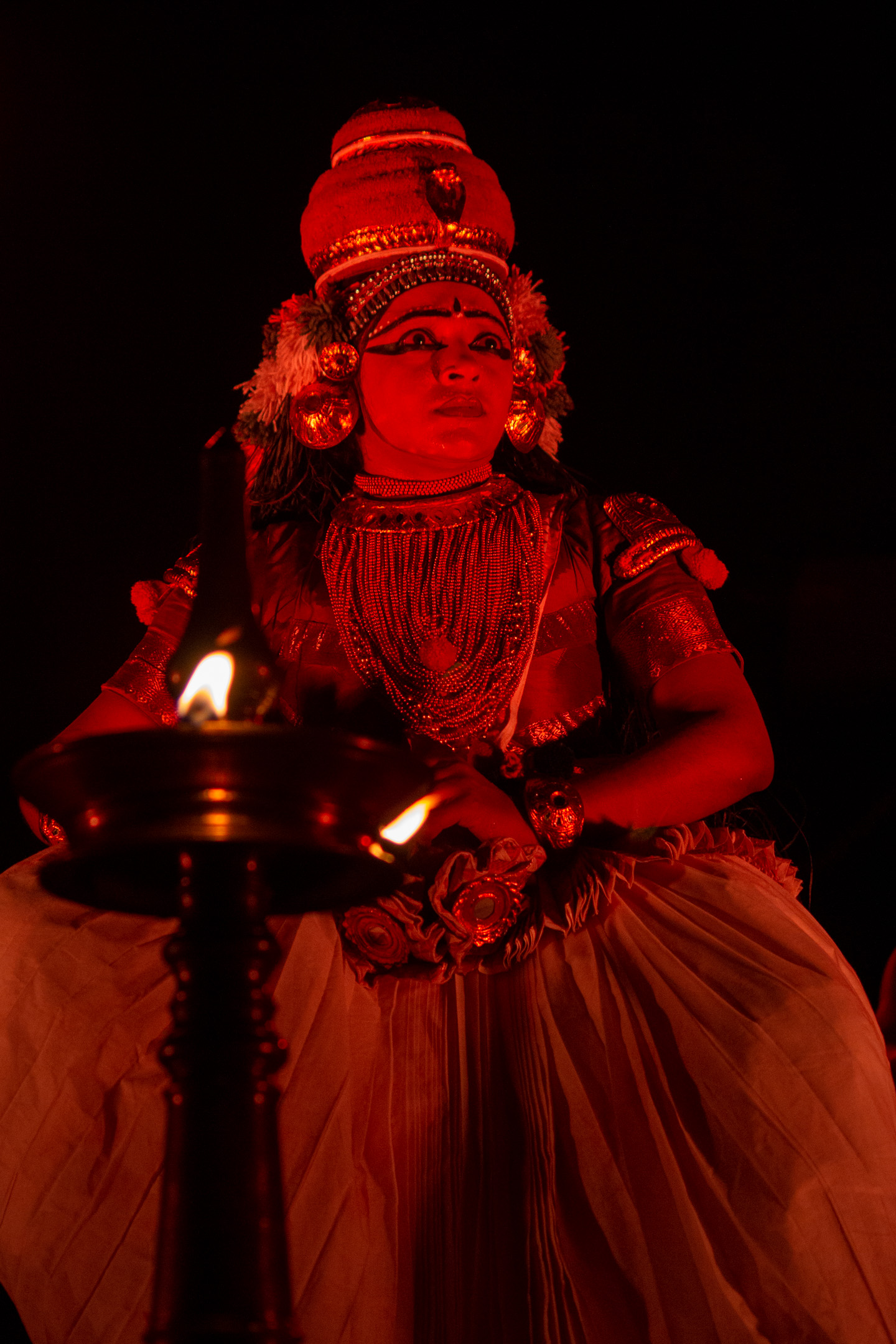
Виконавець Кутіяттам Капіла Вену

## Інструменти

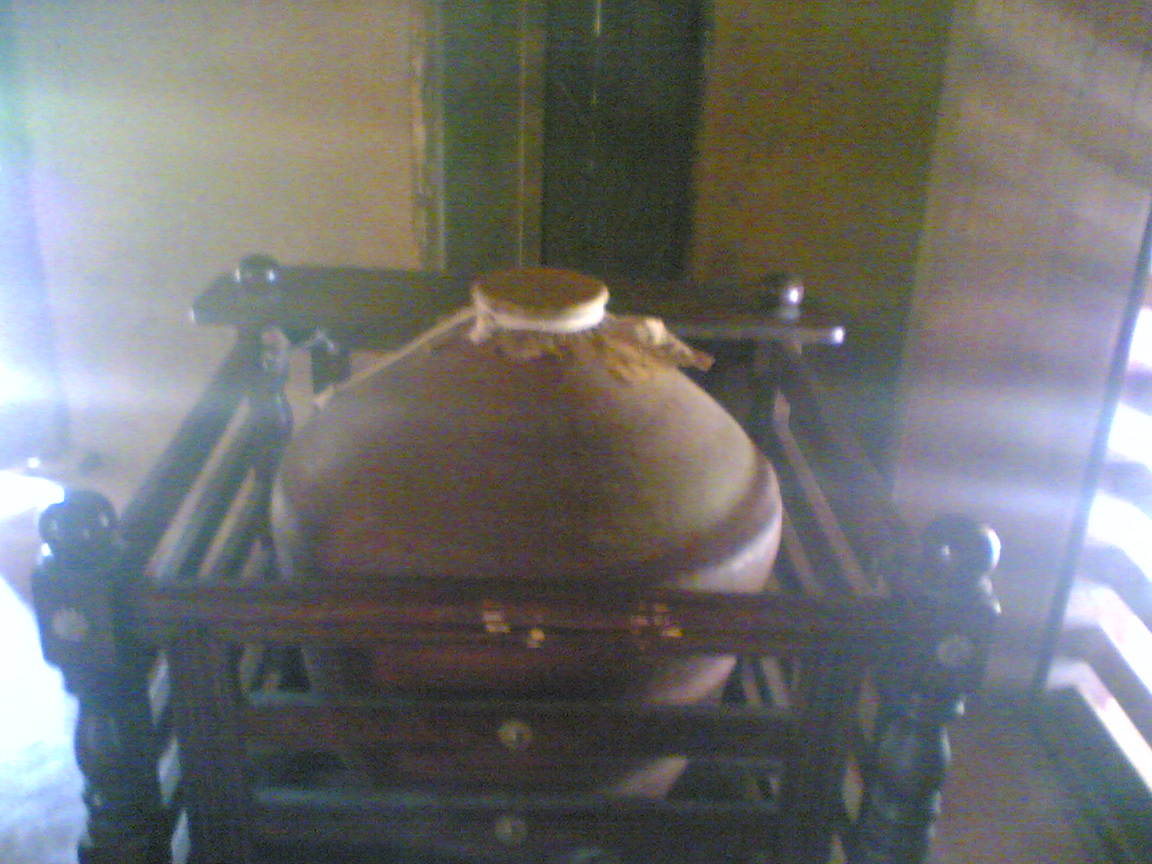
Міжаву зберігають у міжаві (дерев'яний ящик, зроблений спеціально для зберігання міжаву)

Традиційно основними музичними інструментами, які використовуються в кутіяттам, є міжаву, кузіталам, едакка, курумкужал і санкху. Міжаву, найвідоміший із них, — це ударний інструмент, на якому грає представник касти Амбалавас Намбіар у супроводі Нанг'ярамми, що грає на кузіталамі (різновиді тарілок).

## Стиль виконання

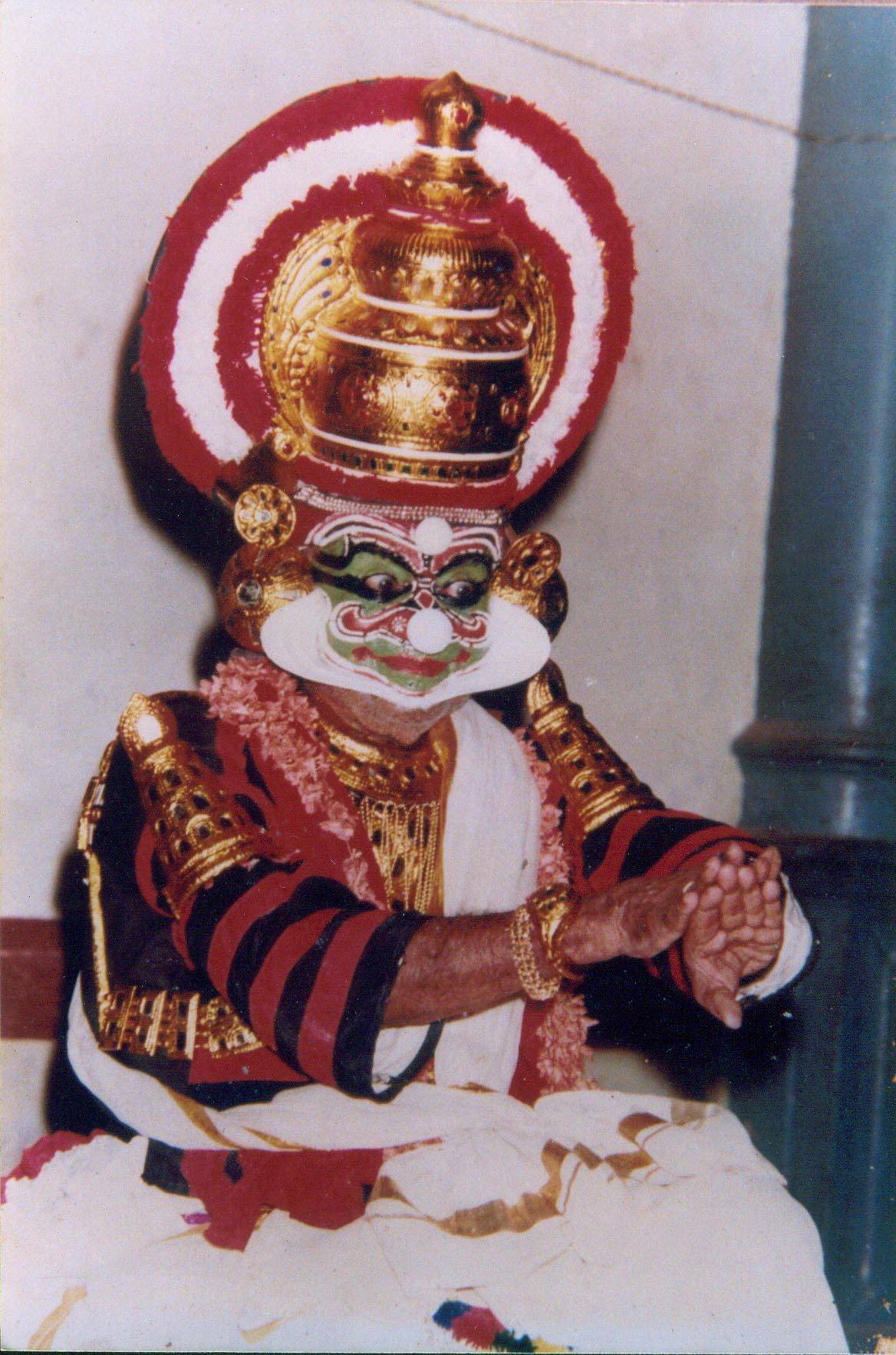
Кутіяттам Гуру Мані Мадгава Чак'яр у ролі «Равана»

Традиційно Кутіяттам виконували Чак'яри (підкаста індуїстів Керали) і Нанг'ярамма (жінки касти Амбалавасі Намбіар). Вважається, що назва «кутіяттам», що означає грати або виступати разом, відноситься до присутності кількох акторів на сцені, які діють у ритмі ударів барабанників міжаву. Крім того, це також може бути посиланням на поширену практику в санскритській драмі, коли до одного актора, який виступав соло протягом кількох ночей, приєднується інший.
Головною дійовою особою є Чак'яр, який виконує ритуальні куту та кутіяттам у храмі або в кутамбаламі. Жінки Чак'яр, Іллотаммас, не допускаються до участі. Натомість жіночі ролі виконує Нанг'ярамма. Вистави Кутіяттам часто довгі та складні, від 12 до 150 годин, розподілених на кілька ночей. Повна вистава Кутіяттам складається з трьох частин. Перша з них — це пураппаду, де актор виконує куплет разом з аспектом нрітта танцю. Після цього йде нірваханам, де актор, використовуючи абгінайю, представляє настрій головного героя п'єси. Потім є нірваханам, ретроспектива, яка переносить глядачів до моменту, де починається справжня вистава. Заключна частина вистави — це кутіяттам, тобто сама п'єса. У той час як перші дві частини є сольними діями, у кутіяттам може бути стільки персонажів, скільки потрібно для виконання на сцені.
Старійшини громади Чак'яр традиційно навчали мистецтва свою молодь. До 1950-х років його виконували лише Чак'яри. У 1955 році Гуру Мані Мадгава Чак'яр вперше виконав Кутіяттам за межами храму, через що він зіткнувся з багатьма проблемами з боку жорсткої спільноти Чак'яр. За його власними словами:
Мої власні люди засудили мій вчинок (виконання куту і кутіяттам поза межами храмів). Одного разу, після мого виступу у Вайккомі, вони навіть думали про те, щоб відлучити мене від церкви.

Я хотів, щоб це мистецтво витримало випробування часом. Саме тому я наважився вийти за межі храму.
У 1962 році під керівництвом мистецтвознавця та санскритолога В. Рагхавана Санскрит Ранга з Мадрасу запросив гуру Мані Мадгаву Чак'яра виконати кутіяттам у Ченнаї. Таким чином, вперше в історії кутіяттам було виконано за межами Керали. Протягом трьох ночей вони демонстрували сцени з п'єс «Абгішека», «Субгадрадганаджая» та «Наґанда».

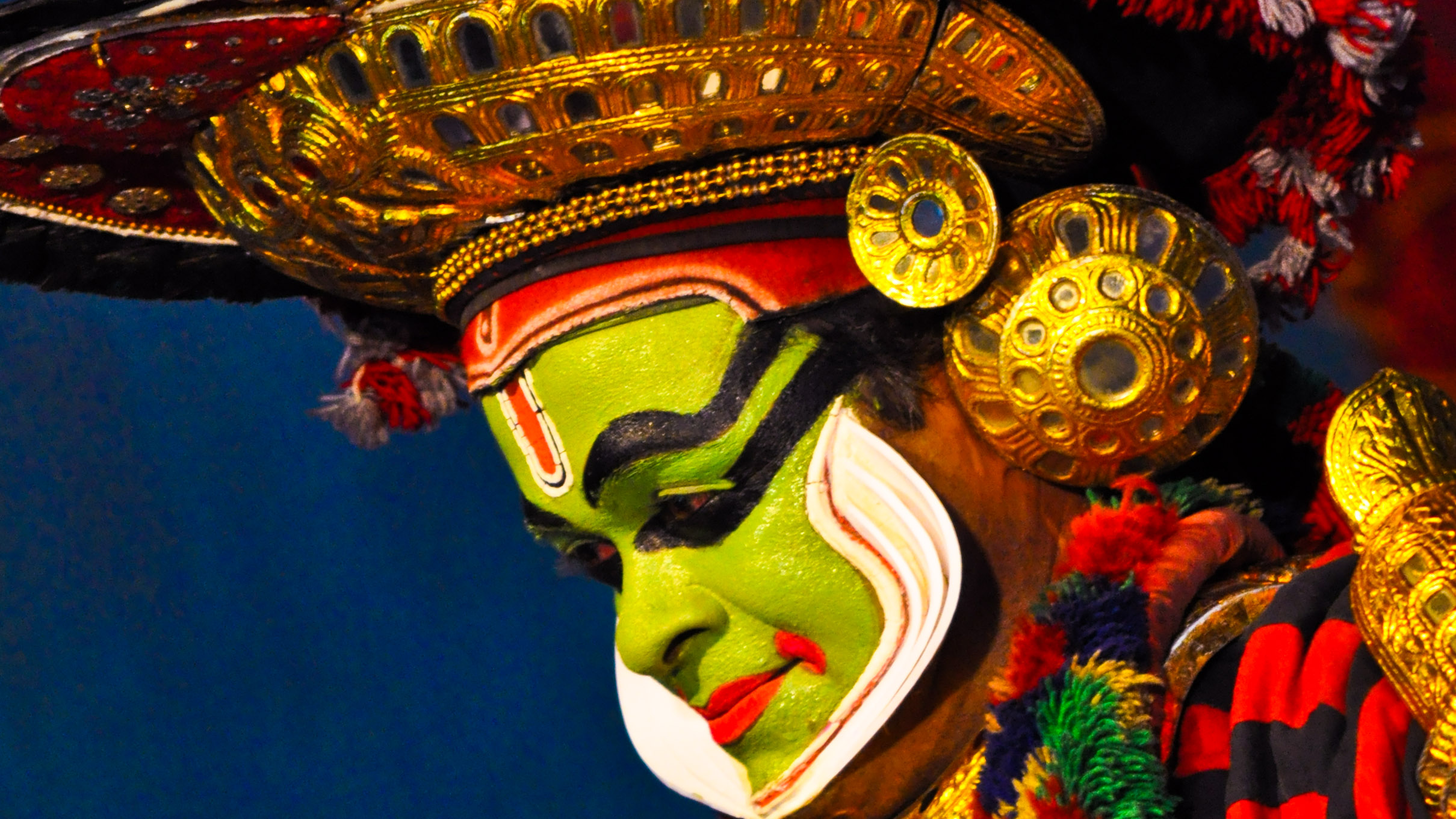
Макіяж обличчя кутіяттам

На початку 1960-х років Марія Крістоффер Бирські, польська студентка, яка досліджувала індійські театри в індуїстському університеті Бенарес, вивчала кутіяттам з Мані Мадгавою Чак'яром і стала першим не-чак'яром/намбіаром, який вивчав цю форму мистецтва. Вона залишилася в домі гуру в Кілліккуруссімангаламі й навчалася традиційним способом Гурукули.

## Відомі артисти
- Мані Мадгава Чак'яр[9]

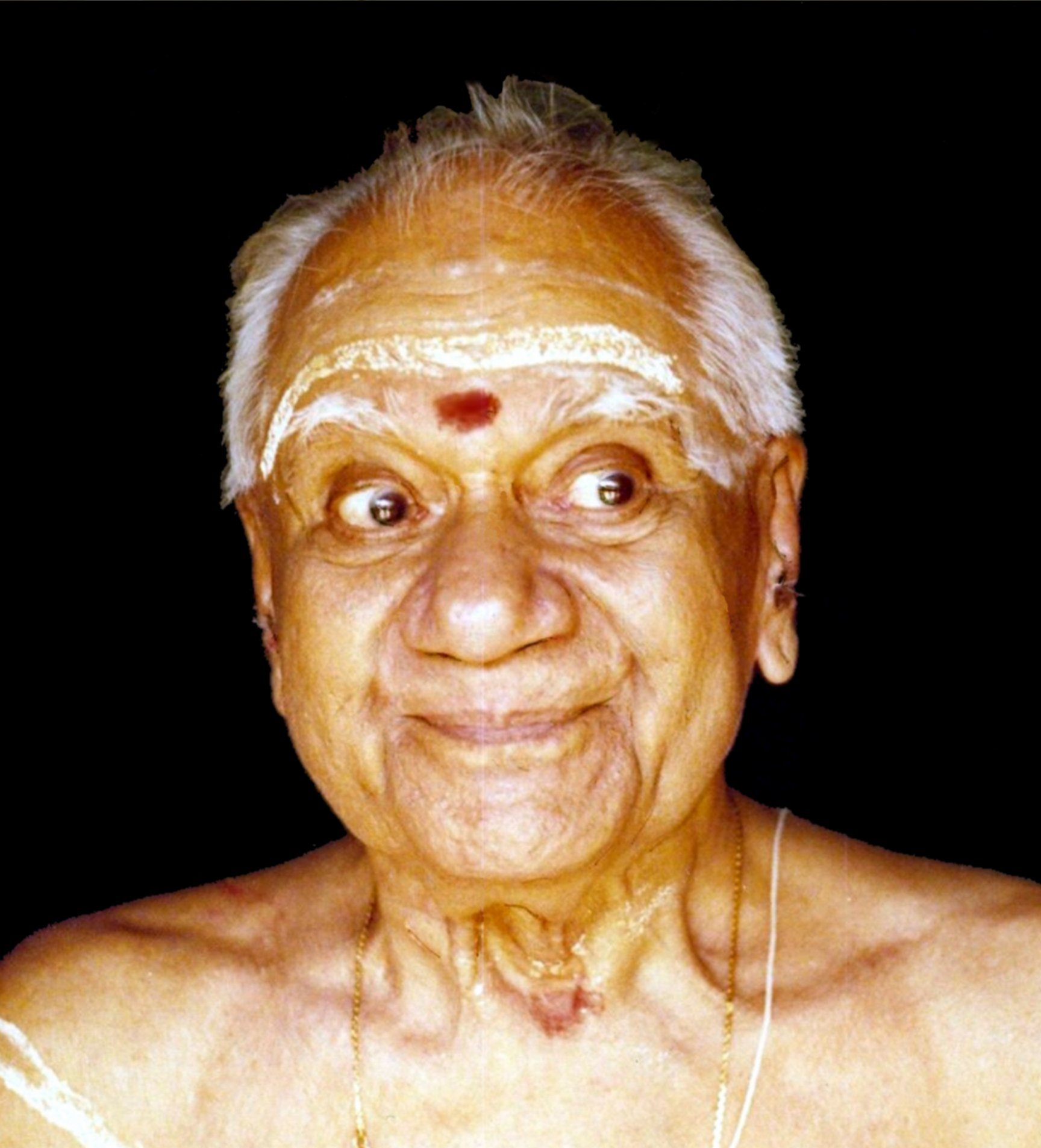
Раса (емоція), яка називається Срінгара (хіть), виконує гуру Мані Мадгава Чак'яр

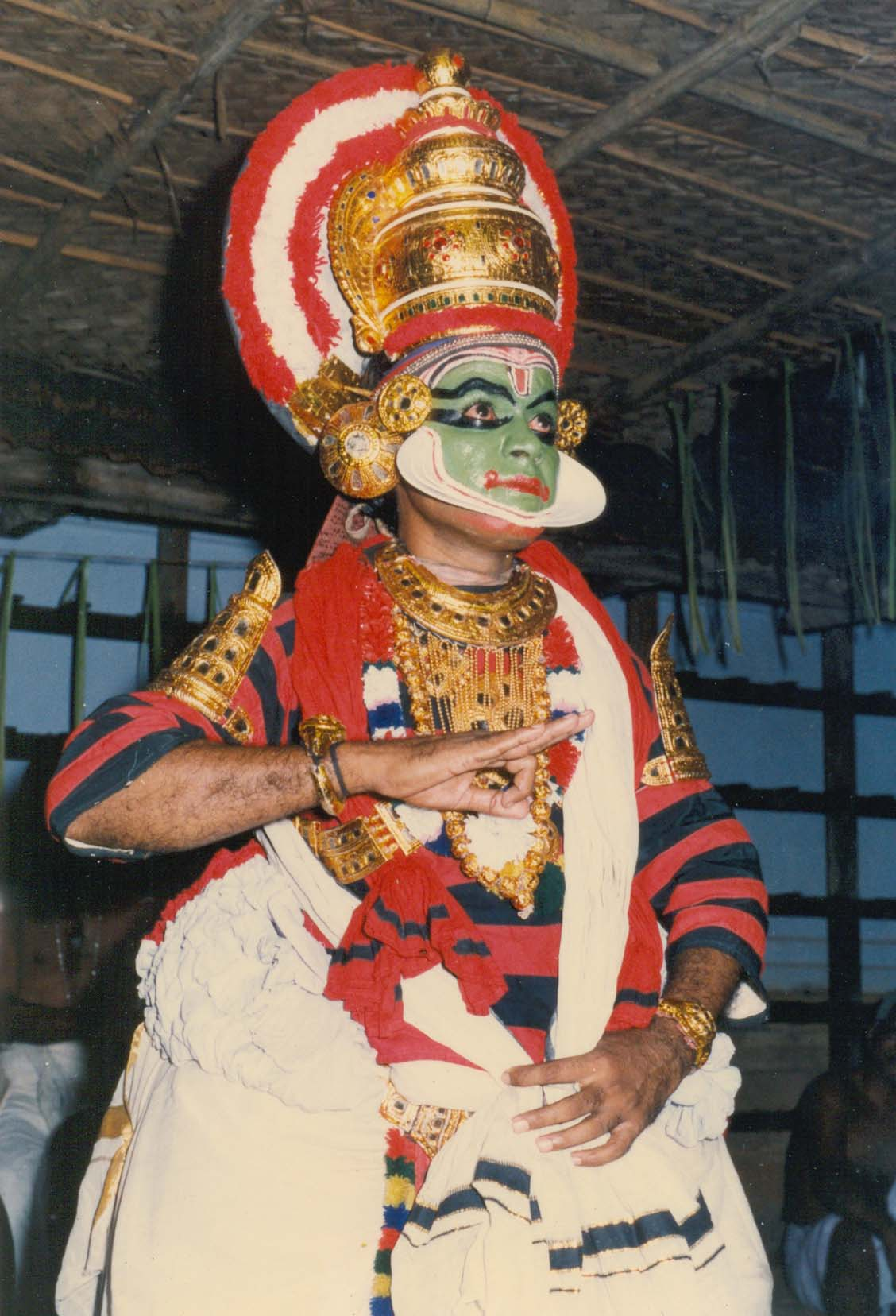
Наяка (герой) король Удаяна у Swapnavasavadattam Кутіяттам

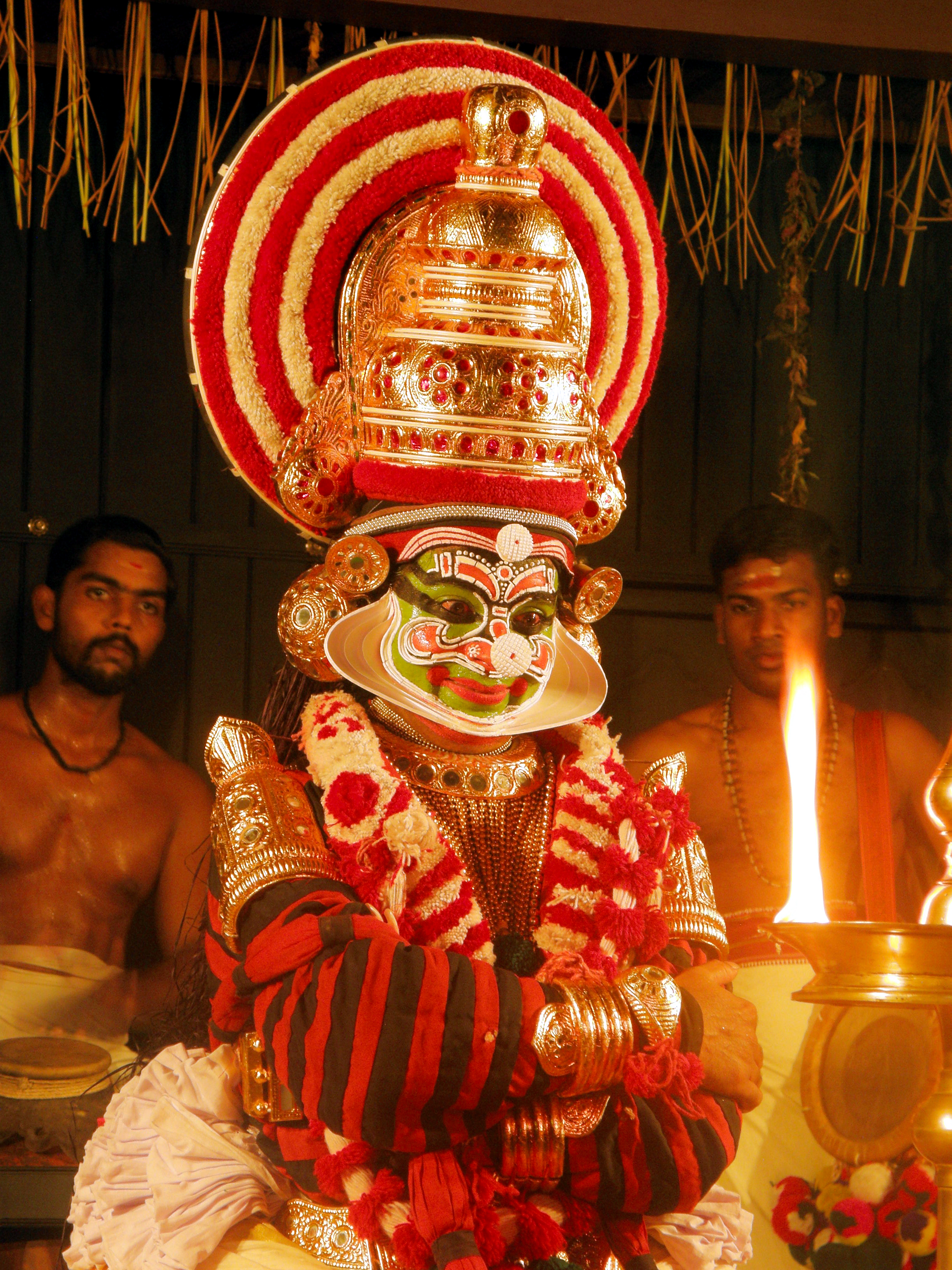
Марґі Мадгу — Раванан у Непатії

- Амманнур Мадгава Чак'яр, який у 1980-х став одним із перших виконавців кутіяттам, які представили це мистецтво міжнародній аудиторії.
- Moozhikkulam Kochukuttan Chakyar, який у 1981 році став першим резиденційним гуру в Margi, закладі, що пропагує традиційні форми мистецтва Керали. Він був двоюрідним братом Амманнура Мадгави Чак'яра.
- Мані Дамодара Чак'яр, який є учнем і племінником Мані Мадгави Чаккіара, також є виконавцем традиційних відданих кутіяттам.

## Відхилити
Кутіяттам традиційно був ексклюзивним видом мистецтва, який виконувався в спеціальних місцях під назвою koothambalams в індуїстських храмах, і доступ до цих виступів був обмежений лише для кастових індуїстів. Крім того, виступи можуть тривати до сорока днів. Крах феодального ладу в дев'ятнадцятому столітті в Кералі обмежив меценатство артистів-кутіяттам, і вони зіткнулися з серйозними фінансовими труднощами. Після відродження на початку двадцятого століття Кутіяттам знову зіткнувся з браком фінансування, що призвело до кризи в професії. ЮНЕСКО закликала створити мережу установ кутіяттам і гурукулам для сприяння передачі форми мистецтва майбутнім поколінням і для розвитку нової аудиторії, окрім сприяння більшим академічним дослідженням у ньому. Натанакайралі в Іринджалакуді є однією з найвидатніших установ у сфері відродження котіяттам. Театральна група Маргі в Тіруванантапурамі є ще однією організацією, яка займається відродженням катхакалі та котіяттом у Кералі. Крім того, Nepathya є установою, яка просуває кутіяттам і пов'язані з ним форми мистецтва в Moozhikkulam. Сангіт Натак Академія, Індійська національна академія музики, танцю та драми, присудила премію Академії Сангіт Натак, найвищу нагороду для артистів-виконавців, таким артистам кутіяттам, як Каламандалам Сіван Намбудірі (2007), Паінкулам Раман Чак'яр (2010) і Паінкулам Дамодара Чак'яр (2012).

## Див. також

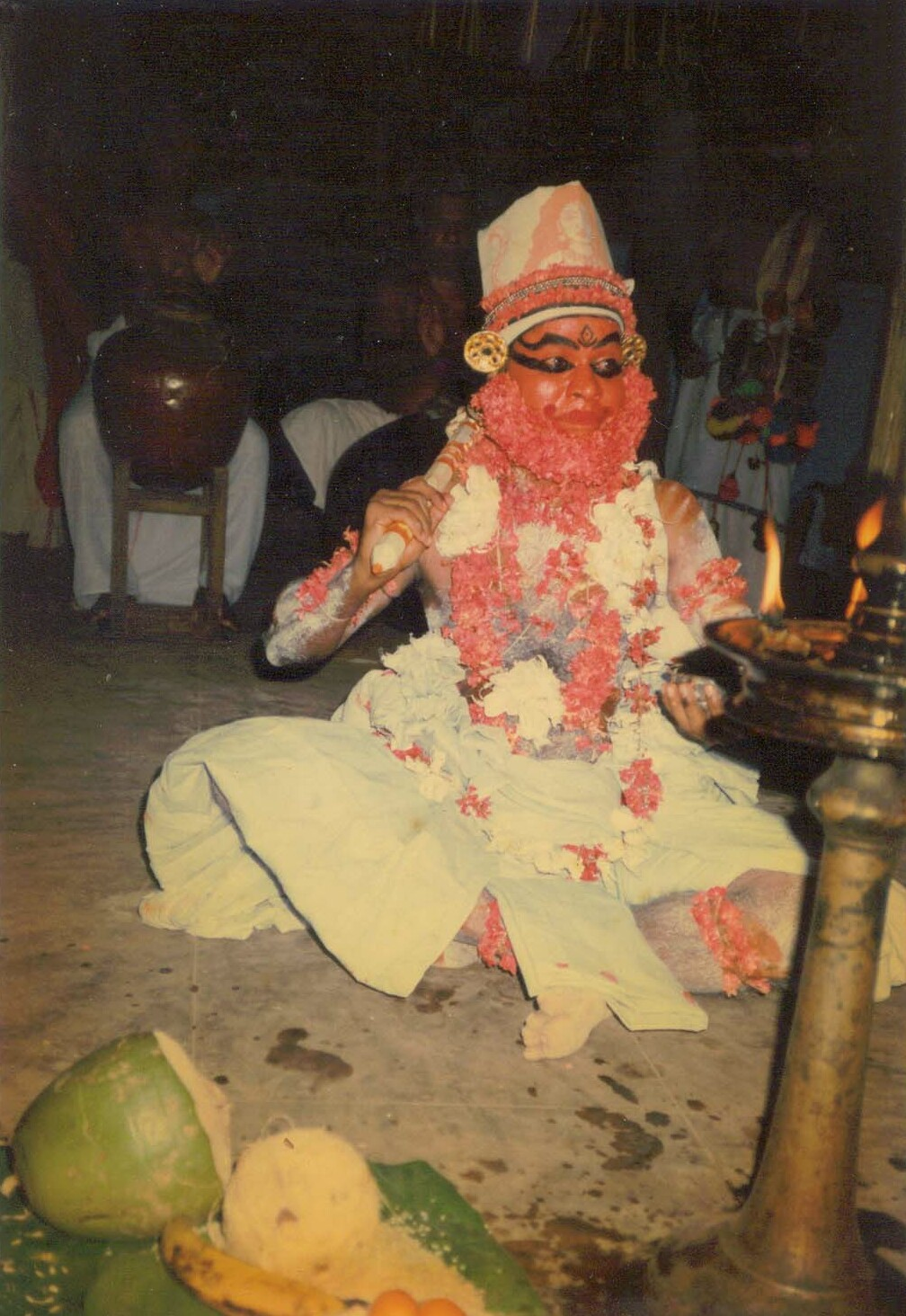
Маттавіласа, відданий ритуальний кутіяттам, який виконується в храмах на півночі Керали, таких як Kottiyoor. Артист Мані Дамодара Чак'яр.

## Подальше читання

Натякальпадрума, головний трактат про всі аспекти кутіяттам від гуру Мані Мадгви Чак'яра

- Натякальпадрума (1975), книга про кутіяттам, лауреат премії Kerala Sahitya Academy, написана гуру Мані Мадгавою Чак'яром, вважається авторитетним ученими.
- Натья-шастра, стародавній твір теорії драматургії, де Бгарата Муні описує санскритський театр імперії Гупти; вважається, що Кутіяттам зберіг деякі аспекти стилю виконання того періоду.
- Абгіная Дарпана Нандікешвари, ще один твір теорії драматургії, який можна порівняти з Натья Шастрою.
- FФарлі Річмонд, Kutiyattam: санскритський театр Індії (University of Michigan Press, 2002). CD-ROM із відео та текстом.
- Раджендран К, «Традиційний санскритський театр Керали» (Університет Калікута, 1989)
- Вірджині Йохан, «Кутту-Кутіяттам: théâtres classiques du Kerala». Revue d'histoire du théâtre 216, 2002-4: 365—382.
- Віржині Йохан, «Pour un théâtre des yeux: l'exemple indien». Coulisses 33, 2006 : 259—274.